# 歐布坦河
48°48′56″N 03°00′26″E / 48.81556°N 3.00722°E
歐布坦河（法语：Aubetin）是法國的河流，位於該國東北部馬恩省和塞納-馬恩省，屬於大莫蘭河的左支流，河道全長61公里，發源自莱塞萨尔勒维孔特，河口處在波默斯。

## 外部連結
- http://www.geoportail.fr （页面存档备份，存于）
- The Aubetin at the Sandre database